# Список об'єктів Світової спадщини ЮНЕСКО в Палестині
Список об'єктів Світової спадщини ЮНЕСКО в Державі Палестина налічує 2 об'єкти культурного типу (станом на 2014 рік).
Обидва об'єкти знаходяться під загрозою.

## Пояснення до списку
У таблицях нижче об'єкти розташовані у хронологічному порядку їх додавання до списку Світової спадщини ЮНЕСКО.
Кольорами у списку позначено:
На мапах кожному об'єкту відповідає червона позначка ().

## Список
У даному списку подано перелік об'єктів Світової спадщини ЮНЕСКО в Державі Палестина в хронологічному порядку їх додавання до списку.
| № | Зображення | Назва | Розташування                      | Час створення | Рік внесення до списку        | №                                                   | Критерії    |
| - | ---------- | --- | --------------------------------- | ------------- | ----------------------------- | --------------------------------------------------- | ----------- |
| 1 |            | Місце народження Ісуса: Храм Різдва Христового і стежки паломників англ. Birthplace of Jesus: Church of the Nativity and the Pilgrimage Route, Bethlehem араб. مهد ولادة يسوع المسيح: كنيسة المهد وطريق الحجاج، بيت لحم                                             | Провінція: Вифлеєм Місто: Вифлеєм | 339 рік       | 2012 (під загрозою з 2012 р.) | 1433 [Архівовано 27 квітня 2017 у Wayback Machine.] | iii, iv, vi |
| 2 |            | Палестина: земля олив і виноградників. Культурний ландшафт південної частини Єрусалима, Баттир (Палестина) англ. Palestine: Land of Olives and Vines – Cultural Landscape of Southern Jerusalem, Battir араб. بلد الزيتون و الكرمة — منظر ثقافي في جنوب القدس, بتير | Провінція: Вифлеєм Село: Баттир   |               | 2014 (під загрозою з 2014 р.) | 1492 [Архівовано 23 червня 2017 у Wayback Machine.] | iii, iv, v  |